# Zakspeed 871
Chronologie des modèles (1987)
Zakspeed 861 Zakspeed 881
La Zakspeed 871 est la deuxième monoplace de Formule 1 engagée par l'écurie allemande Zakspeed dans le cadre du championnat du monde de Formule 1 1987, à partir de la deuxième manche de la saison, au Grand Prix de Saint-Marin. Elle est pilotée par le Britannique Martin Brundle et l'Allemand Christian Danner. L'équipe n'a jamais employé de pilote d'essais.

## Historique
La Zakspeed 871 est engagée au Grand Prix de Saint-Marin. Évolution de la Zakspeed 861, elle en conserve les suspensions et le moteur turbo, mais s'en distingue par une nouvelle aérodynamique. Le premier exemplaire est confié à Martin Brundle, qui réalise la meilleure performance de l'histoire de l'écurie allemande en marquant les points de la cinquième place, après s'être élancé de la quatorzième position,,.
Christian Danner se fait remarquer lors du Grand Prix de Monaco, quatrième manche du championnat : pendant les essais libres du vendredi après-midi, Danner entame la montée de Beaurivage, à faible allure et en zigzaguant pour faire chauffer ses pneus. Michele Alboreto (Scuderia Ferrari), dans un tour rapide, tente de le dépasser mais l'Allemand reprend sa trajectoire avant de passer la courbe de Mirabeau. Sa roue avant-gauche heurte la roue arrière-droite de la Ferrari qui s'envole et atterrit entre les deux rails de sécurité, dans des gerbes de flamme. Si Alboreto en ressort indemne, la Fédération internationale du sport automobile, qui tient Danner pour responsable de cet accident, le disqualifie du Grand Prix pour conduite dangereuse, une première dans l'histoire du championnat du monde de Formule 1. Cette décision ne fait l'unanimité dans le paddock, y compris auprès d'Alboreto, d'autant plus que plusieurs autres accidents ont eu lieu lors des essais libres par le passé, et qu'il est considéré que Danner n'était pas plus à blâmer que tout autre pilote impliqué dans ces accidents.
Le reste de la saison, la Zakspeed 871, cantonnée au dernier tiers du peloton, se distingue par le manque de fiabilité de son moteur et de son turbo, qui cassent régulièrement ou qui surchauffent : ainsi, elle ne rallie l'arrivée qu'à huit reprises en vingt-huit engagements.
À l'issue du championnat, Zakspeed se classe dixième du championnat du monde des constructeurs, avec deux points, marqués par Martin Brundle, classé dix-huitième du championnat du monde des pilotes.

## Résultats en championnat du monde de Formule 1
| Saison | Écurie               | Moteur               | Pneus    | Pilotes          | Courses | Courses | Courses | Courses | Courses | Courses | Courses | Courses | Courses | Courses | Courses | Courses | Courses | Courses | Courses | Courses | Points inscrits | Classement |
| Saison | Écurie               | Moteur               | Pneus    | Pilotes          | 1       | 2       | 3       | 4       | 5       | 6       | 7       | 8       | 9       | 10      | 11      | 12      | 13      | 14      | 15      | 16      | Points inscrits | Classement |
| ------ | -------------------- | -------------------- | -------- | ---------------- | ------- | ------- | ------- | ------- | ------- | ------- | ------- | ------- | ------- | ------- | ------- | ------- | ------- | ------- | ------- | ------- | --------------- | ---------- |
| 1987   | West Zakspeed Racing | Zakspeed 1500/4 L4 T | Goodyear |                  | BRÉ     | SMR     | BEL     | MON     | DET     | FRA     | GBR     | ALL     | HON     | AUT     | ITA     | POR     | ESP     | MEX     | JAP     | AUS     | 2               | 10e        |
| 1987   | West Zakspeed Racing | Zakspeed 1500/4 L4 T | Goodyear | Martin Brundle   |         | 5e      | Abd.    | 7e      |         | Abd.    | Nc      | Nc      | Abd.    | Dsq     | Abd.    | Abd.    | 11e     | Abd.    | Abd.    | Abd.    | 2               | 10e        |
| 1987   | West Zakspeed Racing | Zakspeed 1500/4 L4 T | Goodyear | Christian Danner |         |         | Abd.    | Exc.    | 8e      | Abd.    | Abd.    | Abd.    | Abd.    | 9e      | 9e      | Abd.    | Abd.    | Abd.    | Abd.    | 7e      | 2               | 10e        |

Légende : ici 